# 2005年ローガン国際空港ニアミス事故
2005年ローガン国際空港ニアミス事故（2005ねんローガンこくさいくうこうニアミスじこ、英語：2005 Logan Airport runway incursion）は、2005年6月9日東部夏時間19時40分にアメリカ合衆国・マサチューセッツ州ボストンのジェネラル・エドワード・ローレンス・ローガン国際空港で滑走路15Rで離陸滑走を行っていたエアリンガス132便（エアバスA330-301）と、15Rと交差する滑走路09で離陸滑走を行っていたUSエアウェイズ1170便（ボーイング737-3B7）がニアミスを起こしたインシデントである。
エアリンガス132便には乗員乗客272人、USエアウェイズ1170便には乗員乗客109人が搭乗していたが、1170便の副操縦士の機転により衝突は避けられ死傷者は1人も出なかった。

## ニアミス

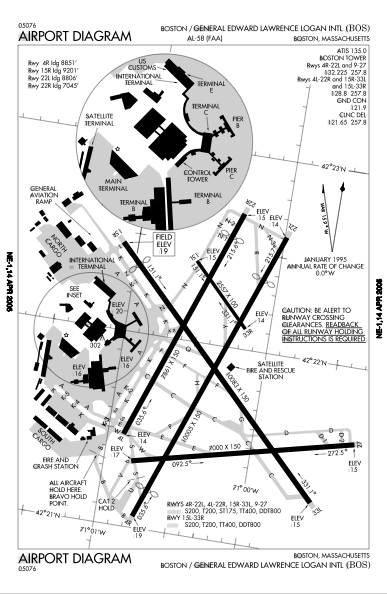
ローガン国際空港の滑走路配置図。15Rは図左上から右下へ伸びる滑走路で、09は図下部で左から右へ伸びている滑走路である。

多数の航空機が離着陸する空港では通常タワー管制（飛行場管制席）を2つ以上の場所に分割して配置しており、ローガン国際空港も東西に2つのタワー管制が置かれていた。事故当日、東タワー管制 (LCE) は滑走路04Rと09を離着陸する航空機を、西タワー管制 (LCW) は滑走路15Rと04Lを離着陸する航空機を担当していた。事故機のエアリンガス132便は西タワー管制、USエアウェイズ1170便は東タワー管制が担当しており、東西タワー管制の周波数は異なっており他方の交信内容は聞けなくなっていた。
19時39分10秒、西タワー管制は132便に15Rからの離陸許可を発出した。その5秒後、東タワー管制は1170便に15Rと交差する09からの離陸許可を発出した。両機は離陸滑走を開始し交差部へ接近していた。また、15Rと09の離陸開始地点からは空港のターミナルに遮られて互いの離陸開始地点を視認することができず、両機の乗員は離陸開始時点で交差する滑走路で他機が離陸滑走を行っていることに気付かなかった。
滑走中、1170便の副操縦士は15Rで離陸滑走中の132便を視認し衝突する可能性に気付いた。また、副操縦士は交差部手前で1170便・132便が共に僅かに空中に浮きあがっていることにも気付いた。このため、副操縦士は機長に「抑えて (keep it down)」と指示し、操縦桿を前に押して地上に留まろうとした。1170便は接地しそのまま地上で滑走を続け、交差部で132便の下を通り抜けることに成功した。この時の2機の高度差は約70フィート (21m) であった。国家運輸安全委員会 (NTSB) のレポートではこの時1170便は離陸決心速度を超えていたため、132便の下を通り抜けた後にそのまま離陸した。

## シューペリア・エアマンシップ賞
USエアウェイズ1170便の機長ヘンリー・ジョーンズと副操縦士ジム・ダナハワーはその後、迅速な対応と専門的な離陸操作により国際航空パイロット協会からシューペリア・エアマンシップ賞を受賞している。

## 推定原因
NTSBは調査を完了し、東タワー管制が西タワー管制に15Rからの132便の離陸許可発出を許可していたことを発見した。東タワー管制はその後他の航空機との交信に気を取られていたため1170便の対応に戻った際に132便の離陸許可発出許可を出したことを失念し、1170便に離陸許可を発出してしまっていた。ローガン国際空港の手順では、この場合東タワー管制は132便が交差部を通過するまで1170便を待機させていなければならなかった。NTSBは、事故の推定原因は東タワー管制が空港の手順ならびにFAA規定7110.65条に従わずUSエアウェイズ1170便に対し離陸許可を発出したことであると結論付けた。
事故後、ローガン国際空港のタワー管制は手順を改訂し、東タワー管制が西タワー管制に対し15Rでの離陸を許可する体制から西タワー管制が東タワー管制に対し15Rでの離陸を行って良いかを確認する体制に変更された。この改訂では東タワー管制が離陸を許可すると西タワー管制は5秒以内に出発機に対して離陸許可を発出しなければならず、出発機が交差部を通過すると西タワー管制は東タワー管制にその旨を報告するようにされた。また、同種の事故を防ぐために15Rで離陸滑走が行われている場合には09で滑走路内待機を行ってはならず、滑走路外待機もしくは既に滑走路内待機している場合は15R離陸機より先行で離陸させるようにされた。